# Amictus syndesmus
Amictus syndesmus är en tvåvingeart som först beskrevs av Daniel William Coquillett 1894.  Amictus syndesmus ingår i släktet Amictus och familjen svävflugor. Inga underarter finns listade i Catalogue of Life.